# Proslava (2024.)
Proslava je hrvatski film iz 2024. godine redatelja Bruna Ankovića i scenaristice Jelene Paljan koja je utemeljila scenarij prema istoimenom romanu Damira Karakaša.
Svjetska premijera filma održala se 1. srpnja na 58. Međunarodnom filmskom festivalu u Karlovim Varima 2024.,, a hrvatska premijera održala  se 12. srpnja na 71. Pulskom filmskom festivalu, gdje je osvojio najviše nagrada Zlatnih arena u kategorijama za najbolji film, Aleksandru Pavloviću za fotografiju, Bernardu Tomiću u za najbolju glavnu mušku ulogu i Jeleni Paljan za scenarij, od publike je dobio ocjenu 3,6 dok od kritike i novinara 4,5.

## Radnja
Radnja je smještena krajem Drugog svjetskog rata i prati vojnika Miju koji se skriva u šumi blizu svog rodnog sela, nesposoban da se vrati kući. Kroz retrospektivu, gledatelji su vođeni kroz tri ključna momenta Mijovog života, koji razotkrivaju njegov put prema radikalizaciji. Odrastajući u siromašnom selu u ruralnoj Hrvatskoj, Mijo svjedoči okrutnim postupcima svog oca, koji, pod pritiskom siromaštva, izvršava naredbu lokalnih vlasti da se riješi obiteljskog psa. Ovi traumatični događaji i osjećaj nepravde guraju Miju prema ekstremističkoj ideologiji koja mu pruža lažnu nadu i neprijatelje koje može okriviti za svoje patnje.

## Glumačka postava
- Bernard Tomić kao Mijo
  - Lars Štern kao mladi Mijo
  - Jan Doležal kao mali Mijo
- Klara Fiolić kao Drenka
  - Tena Šubarić kao mlada Drenka
- Krešimir Mikić kao Otac
- Tanja Smoje kao Majka
- David Tasić Daf kao Djed
- Izudin Bajrović kao Drenkin otac
- Nedim Nezirović kao Rude
- Viktorija Lulić kao Sestra

- Rakan Rushaidat kao Toma
- Bojan Ban kao Partizan 1
- Ivan Simon kao Partizan 2
- Nikola Barišić kao Partizan 3
- Mile Glumac kao Pastir
- Nataša Kopec kao ožalošćena majka
- Marijin Kuzmičić kao glasnik Ante
- Nina Tonković kao mala seka
- Marko Gledić kao kao Ante
- Bibi kao pas Garo

## Snimanje
Snimanje filma počelo je početkom prosinca 2022. sve do svibnja 2023. na području Ličko-senjske županije. Snimalo se kroz četiri godišnje doba kao i radnj filma.

## Glazba
Glazba korištena na filmu
- "Pjevaj mi, pjevaj sokole" – narodna pjesma
- "Oj ora je, ora je, ustaj mala zora je" narodna pjesma
- "Kad te gledan" – Adam Semijalac
- "Oj Gorane, sine!" – Adam Semijalac
- "Nisam sam" – Adam Semijalac

## Vanjske poveznice
- Proslava na stranicama Ecletice
- Proslava na stranicama Međunarodnog filmskog festivala u Karlovim Varima (KVIFF) – Arhivirana inačica izvorne stranice od 19. lipnja 2024. (Wayback Machine)
- Proslava na stranicama Pulskog filmskog festivala – Arhivirana inačica izvorne stranice od 19. lipnja 2024. (Wayback Machine)
- Proslava na stanicama Hrvatskog audiovizualnog centra (HAVC)
- Proslava u internetskoj bazi filmova IMDb-a